# Nemešany
Nemešany jsou obec na Slovensku, v okrese Levoča v Prešovském kraji.
V roce 2011 zde žilo 393 obyvatel.